# جدلية السيد والعبد

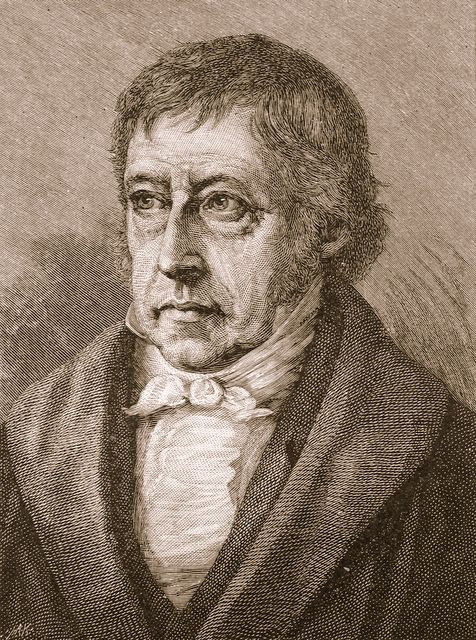

جدلية السيد والعبد (ألمانية:Herrschaft und Knechtschaft تترجم حرفياً إلى الهيمنة والاستعباد) هي موضوع أساسي في كتاب الفيلسوف الألماني جورج فريدريك هيغل ظواهرية الروح الصادر عام 1807. يشرح هيغل مفهوم الجدلية في تطور الوعي الذاتي للإنسان بطريقة سردية، حيث يواجه وعيان ذاتيان بعضهما البعض وينظر إلى الآخر عبر ذاته. لا يتحدث هيغل عن شخصين بعينهما ولا عن أفراد فعليين، يستعمل التجريد للحديث عن نوعين من الوعي الذاتي: وعي السيد مقابل العبد. يريد هيغل شرح الفروقات بين ضمير السيد والعبد والجدل بينهما وكيفية تفاعلهما تبادلياً. يتطلب فهم الجدلية تخيل رجلان يقفان قبالة بعضهما، أحدهما يمثل السيد أو الأمير والآخر يمثل العبد أو الخاضع، وبداخل رأس كل منهما وعي أو ضمير يستوعب الكينونة الذاتية.